# Chamelle (roman)
Chamelle est un roman de Marc Durin-Valois publié en 2002, qui raconte l’errance et la destruction d’une petite famille dans un pays sans eau avec pour toute richesse un dromadaire.
Marc Durin-Valois reçoit pour Chamelle le Prix des cinq continents de la francophonie, le Prix National du réseau Culture et Bibliothèque, le Prix Tropiques de l’AFD, le Prix Amerigo Vespucci ainsi qu’une dizaine d’autres distinctions dont le Prix des Lycéens Luciole.
Chamelle est salué par le magazine Lire comme l’un des 20 meilleurs livres de l’année, tous genres confondus.
Le roman a été porté à l’écran par la réalisatrice belge Marion Hänsel sous le titre Si le vent soulève les sables.
Sélectionné pour le Festival de San Sebastián, projeté au festival de l’eau de l’ONU à Rome en 2006, ce long métrage a obtenu une quinzaine de prix internationaux dont le Grand Prix de la fiction du Festival international du film d'environnement de Paris (FIFE 2006) et le Grand Prix du Festival mondial du film d'aventure de Manaus présidé par John Boorman.

## Liens Externes
- Ressource relative à la recherche :   - Cairn